# Cyclosorus pozoi
Cyclosorus pozoi (synoniem: Stegnogramma pozoi) is een varen uit de moerasvarenfamilie (Thelypteridaceae). Het is een varen van subtropische en tropische streken, die echter ook te vinden is op het Iberisch Schiereiland en op de eilanden van Macaronesië.

## Naamgeving enetymologie
- Synoniemen: Polypodium tottum Willd. (1810), non Thunb. (1800), Polypodium africanum Desv. (1827), nom. nov., Dryopteris africana (Desv.) C.Chr. (1915), Leptogramma africana (Desv.) Nakai ex T.Mori (1922), Lastrea africana (Desv.) Ching (1933), Gymnogramma totta Schltdl. (1825), Grammitis totta (Schltdl.) C.Presl (1836), Leptogramma totta (Schltdl.) J.Sm. (1842), Phegopteris totta (Schltdl.) Mett. (1858), Aspidium tottum (Schltdl.) Engl. (1892), Nephrodium tottum (Schltdl.) Diels (1899), Dryopteris totta (Schltdl.) Masam. (1934), Lastrea totta (Schltdl.) Ohiwi (1956), Thelypteris pozoi Lagasca Morton (1959), Leptogramma pilosiuscula Wikstr. Alston (1956), Leptogramma pozoi Lagasca Heywood (1961), Stegnogramma pozoi (Lag.) K.Iwat. (1963)

- Engels: Pozo's marsh fern

De botanische naam Cyclosorus is afkomstig van het Oudgriekse 'kuklos' (cirkel) en 'sorus' (sporenhoopje). De soortaanduiding pozoi is is een eerbetoon aan de botanicus D.G. del Pozo die als eerste de soort verzamelde in Spanje.

## Kenmerken
Cyclosorus pozoi is een terrestrische, zelden lithofytische, groenblijvende varen met een rechtopstaande, schaars met schubben bezette rizoom en in dichte bundels geplaatste, tot 60 cm lange, rechtopstaande tot overhangende bladen met een stevige, bruine bladsteel, behaard en schaars bezet met schubben.
De bladen zijn lichtgroen, eenmaal geveerd, lancetvormig, aan de basis katadroom vertakt, met een groene, behaarde bladspil en tot zeven paar zittende deelblaadjes die naar de top toe met elkaar gefuseerd zijn. De deelblaadjes zijn tot 10 cm lang, stomp gelobd, de lobben licht getand.
De sporenhoopjes zijn lijnvormig, tot 3 mm lang, zonder dekvliesje, en liggen in groepjes op de nerven van de deelblaadjes. De sporen zijn rijp van mei tot augustus.

## Voorkomen
Cyclosorus pozoi is zeldzaam doch wijd verspreid over de subtropische en tropische streken van Afrika (voornamelijk Malawi, Zimbabwe en Zuid-Afrika), Japan, Portugal en Spanje en op de eilanden van Macaronesië (Canarische Eilanden, Madeira en de Azoren).
Het is een terrestrische varen die te vinden is op de bodem van schaduwrijke, vochtige loofbossen, langs temporele waterlopen en in moerassen, meestal in de buurt van de kust.

## Verwante en gelijkende soorten
Cyclosorus pozoi heeft in Europa geen verwanten.